# Christopher Lamb (Skispringer)
Christopher Lamb (* 21. Juni 1989) ist ein ehemaliger US-amerikanischer Skispringer.

## Werdegang
Lamb begann bereits im Alter von sechs Jahren mit dem Skispringen. Zehn Jahre später wurde er in den Juniorennationalkader der Vereinigten Staaten aufgenommen. Am 17. September 2005 sprang er erstmals im italienischen Predazzo im FIS Cup ein internationales Springen. Ab 2007 sprang Lamb im Continental Cup. Sein bestes Ergebnis in diesem Wettbewerb war ein 19. Rang am 27. Februar 2011 im polnischen Zakopane. Bei den Junioren-Weltmeisterschaften 2007 in Tarvisio erreichte er im Einzelspringen auf der Normalschanze den 57. Platz. Bei den Junioren-Weltmeisterschaften 2008 im polnischen Zakopane erreichte er im Einzel einen 32. und mit dem Team einen achten Platz. Bei den Junioren-Weltmeisterschaften 2009 in Štrbské Pleso konnte er diesen Erfolg nicht wiederholen und landete im Einzel auf dem 61. und wurde im Teamspringen Zehnter. Am 15. Februar 2009 stand Lamb erstmals im Team der US-Amerikaner für das Weltcup-Springen in Oberstdorf. Er beendete mit seinen Teamkollegen Michael Glasder, Anders Johnson und Nicholas Fairall das Springen auf Platz 10.
Im März 2010 nahm Lamb in Planica erstmals an der Skiflug-Weltmeisterschaft teil. Für den Einzelwettbewerb konnte er sich als 38. nicht qualifizieren und im Mannschaftswettbewerb belegte er mit der US-amerikanischen Mannschaft den zehnten und damit letzten Rang. Am 18. und 19. Februar 2012 erreichte er in Brattleboro mit zwei zweiten Plätzen seine ersten Podestplatzierungen im FIS Cup. Ein Jahr später, am 16. und 17. Februar 2013, gewann er die beiden FIS-Cup-Springen in Brattleboro und erzielte damit seine einzigen beiden Siegen bei internationalen FIS-Wettbewerben.
Seinen einzigen Start in einem Einzelwettbewerb im Weltcup hatte Lamb am 26. Januar 2014 in Sapporo, den er auf den 62. Rang beendete. Für diesen Wettbewerb wurde keine Qualifikation ausgetragen, alle gemeldeten Springer waren im ersten Durchgang startberechtigt. Sein letzter internationaler Wettbewerb war ein FIS Cup-Springen am 14. Februar 2015 in Brattleboro, das er als 17. beendete.

## Statistik

### Continental-Cup-Platzierungen
| Saison  | Platz | Punkte |
| ------- | ----- | ------ |
| 2007/08 | 152.  | 001    |
| 2008/09 | 148.  | 006    |
| 2009/10 | 126.  | 006    |
| 2010/11 | 095.  | 025    |
| 2011/12 | 130.  | 001    |
| 2012/13 | 155.  | 010    |
| 2013/14 | 166.  | 006    |